# 호노카아보이
《호노카아 보이》(일본어: ホノカアボーイ)는 요시다 레오가 하와이 체류 경험을 기록한 기행 수필이자 이를 원작으로 2009년에 개봉된 일본 영화이다. 오카다 마사키의 첫 주연 영화이다. 대한민국에서는 《하와이언 레시피》라는 제목으로 2012년에 개봉되었다.

## 개요
하와이 섬의 북쪽 끝에 존재하는 작은 마을 호노카아에 사는 일본계 미국인 커뮤니티를 무대로 한 영화이다.

### 줄거리
맛있는 밥, 사람을 사랑스럽게 생각하는 마음, 중요한 말, 그리고 하와이 섬 부드럽게 완만 한 풍경. 도시의 영화관에서 영사 기사로 일하게 된 청년과 거기에 사는 사람들의 인간 드라마가 펼쳐진다.
캐치 카피는 왜 우리들은 뭔가를 잃고 어른이 되겠지.

## 등장 인물
- 레오 - 오카다 마사키
- 비이 - 바이쇼 치에코
- 머라이어 - 하세가와 준
- 톰 - 요시다 레오
- 카오루 - 아오이 유
- 차코 - 후카츠 에리
- 에델리 - 마츠자카 케이코
- 코이치 - 키미 코이시
- 버즈 - Chaz Mann
- 제임스 - Tom Suzuki
- 코이치 아내 - 히기시 키미코
- 블로그 여자 - 후루카와 리카, 고바야시 사유리, 오카다 마나
- 의사 - 마츠오 사토시
- 켄 - 요시다 카츠유키
- 우쿨렐레 소년 - John Ehrenberg

## 스탭
- 제작 - 카메야마 치히로, 타카다 요시오, 아베 슈지
- 기획 - 오오타 토오루, 스기야마 코타로
- 원작 - 요시다 레오 "호노카아 보이" (겐토샤 문고)
- 각본·프로듀서 - 타카사키 타쿠마
- 음악 프로듀서 - 쿠와바라 모이치
- 음악 - 아오야기 타쿠지, 아베 우미타로
- 음악 제작 - 키쿠치 타케시, 니와 히로유키, 미우라 마이코
- 프로덕션 - ROBOT
- 제작 - 후지 TV, 덴츠, ROBOT
- 감독 - 사나다 아츠시

### 주제가
- 코이즈미 쿄코 - 〈무지개가 사라질 때까지〉 (빅터 엔터테인먼트)